# Landesregierung Sima I
Die Landesregierung Sima I bildet die Kärntner Landesregierung in der 21. Gesetzgebungsperiode ab ihrer Wahl am 12. April 1965 bis zur Angelobung der nachfolgenden Landesregierung Sima II am 20. März 1970. Nach der Landtagswahl 1965 veränderte sich die Verteilung der Regierungssitze nicht. Die Sozialdemokratische Partei Österreichs (SPÖ) stellte weiterhin neben dem Landeshauptmann den Ersten Landeshauptmann-Stellvertreter und zwei Landesräte, die Österreichische Volkspartei (ÖVP) entsandte den Zweiten Landeshauptmann-Stellvertreter und einen Landesrat. Zudem stellte die Freiheitliche Partei Österreichs (FPÖ) einen Landesrat.
Personell kam es jedoch gegenüber der Vorgängerregierung Wedenig V zu einigen Veränderungen. Nachdem der langjährige Landeshauptmann Ferdinand Wedenig (SPÖ) bei der Wahl nicht mehr angetreten war, rückte der bisherige Landeshauptmann-Stellvertreter Hans Sima in dieses Amt nach. Zudem rückte der bisherige Landesrat Hans Kerstnig (SPÖ) als 1. Landeshauptmann-Stellvertreter nach, wodurch Erich Suchanek das Amt des Landesrats übernehmen konnte. Alle anderen bisherigen Regierungsmitglieder blieben zum Zeitpunkt der Angelobung unverändert.
Durch den plötzlichen Tod von Landesrat Hanns Rader (FPÖ) am 1. November 1965 wurde bereits wenige Monate nach der Angelobung der Regierung eine Nachbesetzung notwendig. Auf Rader folgte am 24. November 1965 Hubert Knaus als Landesrat nach. Zudem schied Thomas Truppe (ÖVP) am 18. November 1966 aus. Für ihn wurde am 30. November 1966 Walther Weißmann gewählt.

## Wahl
Bei der Wahl des Landeshauptmanns, die in einer Mehrheitswahl erfolgte, wurde der neue Landeshauptmann Hans Sima (SPÖ) mit 18 von 36 abgegebenen Stimmen zum Landeshauptmann gewählt. Zudem waren bei der Wahl des Landeshauptmanns bei einer ungültigen Stimme 12 Stimmen auf Thomas Truppe und 5 Stimmen auf Reinhold Huber (FPÖ) entfallen. Die Wahl der Landeshauptmann-Stellvertreter und Landesräte erfolgte hingegen nach dem Verhältniswahlrecht, wobei die Kandidaten auf Grund ausreichend unterzeichneter Wahlvorschläge ihrer Landtagsklub als gewählt galten. 

## Regierungsmitglieder
| Amt                                                     | Name             | Partei | Referate |
| ------------------------------------------------------- | ---------------- | ------ | -------- |
| Landeshauptmann                                         | Hans Sima        | SPÖ    |          |
| 1. Landeshauptmann-Stellvertreter                       | Hans Kerstnig    | SPÖ    |          |
| 2. Landeshauptmann-Stellvertreter ab 30. November 1966  | Walther Weißmann | ÖVP    |          |
| Landesrat                                               | Hans Schober     | SPÖ    |          |
| Landesrat                                               | Erich Suchanek   | SPÖ    |          |
| Landesrat                                               | Herbert Bacher   | ÖVP    |          |
| Landesrat ab 24. November 1965                          | Hubert Knaus     | FPÖ    |          |
| Vorzeitig ausgeschiedene Mitglieder der Landesregierung |                  |        |          |
| 2. Landeshauptmann-Stellvertreter bis 18. November 1966 | Thomas Truppe    | ÖVP    |          |
| Landesrat bis 1. November 1965                          | Hans Rader       | FPÖ    |          |